# Cecil Surry
Cecil Hays Surry (Chelan, 19 aprile 1907 – Los Angeles, 19 settembre 1956) è stato un animatore statunitense.

## Biografia
Surry nacque il 19 aprile 1907 da Bert F. Surry e Lida B. Pomella a Chelan, dove il padre e lo zio possedevano un frutteto. Trascorse la sua giovinezza nello stato di Washington; la famiglia si trasferì a San Diego nel 1922. Surry si iscrisse all'Otis College of Art and Design e, da studente del secondo anno, vinse un concorso di poster sponsorizzato dalla Junior League di Los Angeles per il terzo spettacolo ippico annuale del Flintridge Riding Club.
Nel 1931 ottenne un lavoro presso lo studio di Walt Disney, dove incontrò la sua futura moglie Constance Berry. Le liste elettorali mostrano che si sposarono tra il 1932 e il 1934 (mostrano anche che lui diventò da repubblicano a democratico prima del 1946).
Surry venne accreditato come animatore per la prima volta presso lo studio di Walter Lantz nel corto del 1933 Going to Blazes. Quando il collega animatore di Lanz Tex Avery se ne andò per diventare regista alla Warner Bros., Surry, Virgil Ross e Sid Sutherland andarono con lui a lavorare nell'unità originale di Termite Terrace con Chuck Jones, Robert Clampett, Robert Cannon e l'assistente animatore Elmer Wait. Egli è accreditato solo su tre cartoni animati della Warner Bros. Surry se ne andò a lavorare al riorganizzato studio di animazione della Metro-Goldwyn-Mayer, dove finalmente venne collocato nell'unità di William Hanna e Joseph Barbera per lavorare sulla serie Tom & Jerry.
Nel 1950 Surry iniziò a lavorare alla UPA. In quel periodo fu anche un artista per la Dell Comics. Per un breve periodo nel 1952 tornò nello studio di Lantz ed è accreditato come animatore in tre cortometraggi prima di tornare a UPA, dove rimase fino alla sua morte a Los Angeles il 19 settembre 1956, all'età di 49 anni. Negli ultimi anni Surry lavorò su due cortometraggi premi Oscar, When Magoo Flew (1954) e Magoo's Puddle Jumper (1956). Per una strana coincidenza, anche il suo unico fratello Paul Wilson Surry morì all'età di 49 anni nel 1962.